# 三菱日聯金融集團
三菱日联金融集团（簡稱MUFG），是日本最大的金融機構，由三菱東京金融集團（三菱東京フィナンシャルグループ）與日聯控股於2005年10月1日合併後成立，總資產及整體規模均位居日本金融業首位，也是世界上屈指可数的综合性大型金融机构。2022年集團總資產位居全球金融集團第五位。

## 概要

MUFG舊版標誌

2001年4月2日，东京三菱银行（今三菱日聯银行）、三菱信托银行（今三菱日联信托银行）及日本信托银行（2001年10月1日被三菱信托银行吸收合并）通过股票转移组成三菱东京金融集团（MTFG）。2005年10月1日，MTFG和日本第四大金融集团日联控股合并组成三菱UFJ金融集团。
公司颜色为“MUFG红”，公司口号为，总资产在日本国内首屈一指。

## 历史
2004年7月，日聯控股因为膨胀的不良债务问题，提出准备和三菱東京金融集團（MTFG）合并。2005年10月1日，两家公司正式宣布合并成功。随着日联和MTFG的重组，各自旗下的信托和债券部门也合并成为了三菱日聯信托银行（Mitsubishi UFJ Trust and Banking Corporation）和三菱日聯证券（Mitsubishi UFJ Securities Co., Ltd.），其中三菱日聯信托银行拥有庞大的海外资产，也是全世界最大的投資銀行之一。
2006年1月1日，各自独立经营的MTFG和UFJ的商业银行部门宣布合并，成为新的株式会社三菱东京UFJ银行（The Bank of Tokyo-Mitsubishi UFJ）。
2008年9月，三菱日聯金融集团宣布和美国摩根士丹利合作，并购买其21%的股权。9月29日，MUFJ准备购买30亿美元的普通股外加60亿的优先股。10月10日，摩根士丹利股价大跌，MUFG为了避免意外损失决定全部改为优先股。
2011年7月21日，三菱東京日聯銀行將持有的摩根士丹利優先股，轉換為22.4%的摩根士丹利普通股。
2011年12月9日，三菱日聯信託銀行將斥資約300億日元，入股澳洲的投資管理公司安保资本，獲取其約15%的權益。
2012年3月12日三菱日聯金融集團斥資15億美元收購加州Pacific Capital Bancorp，其主要銀行業務子公司為Santa Barbara Bank & Trust NA。
2012年12月13日，三菱日聯金融集團以4.8億美元（390億日圓）收購美銀美林所持日本私人銀行合資公司三菱日聯美林證券的股權。
2012年12月26日三菱日聯金融集團斥資7.43億美元入股越南工商銀行（VietinBank）20%股份。
2013年11月6日，三菱日聯金融集團將以約5600億日元（56.1億美元）的金額購入泰國第五大銀行大城银行最多75%的股份，該銀行的另一主要股東泰國李智正家族在交易後保留22%的權益，並與三菱日聯金融集團採共同運營的方式經營大城銀行。
2016年1月15日 -三菱日聯金融集團斥資1000億日圓（8.9億美元）入股菲律賓信安銀行（Security Bank）20%股份。
三菱东京日聯银行2018年4月1日起正式改名为“三菱日聯銀行”。这是自2006年原东京三菱银行与UFJ银行合并之后首次更名。
2017年12月26日三菱日聯金融集團將分3個階段向淡馬錫收購印尼第五大銀行Bank Danamon Indonesia的73.8%股份，第一階段將以15.875萬億印尼盧比(11.7億美元)向淡馬錫控股收購19.9%的Danamon股份。
2018年10月31日，三菱日聯信托銀行以41.3億澳幣（29億美元）收購澳洲聯邦銀行的全球資產管理部門首域投資 First State Investments，交易完成後，其資產管理規模將達到7,272億美元，成為亞太地區最大資產管理公司。
2019年3月1日，三菱日聯金融集團以7千億日元（63億美元）收購德國中央合作銀行(DZ Bank)子公司DVB銀行的航空金融業務。
2021年9月21日，美国合众银行以大約 80 億美元的價格從三菱日聯金融集團收購旗下加州联合银行的核心零售銀行業務，其中包括 55 億美元的現金和大約 4400 萬股合众银行普通股。 2022 年上半年交易完成後，三菱日聯金融集團持有合众銀行約 2.9% 的少數股權。該交易不包括三菱日聯銀行的全球企業和投資銀行、某些中-後台職能以及其他資產。

## 旗下企業
- 商業銀行
  - 三菱日聯銀行
  - 中京銀行（地區性銀行）39.71%
  - 加利福尼亚联合银行（MUFG Union Bank）
  - 大新金融集團11.07%
  - 摩根士丹利24.53%（4.35084709億股）
  - 印尼金融銀行（Bank Danamon)73.8％
  - 泰國大城銀行75%
  - 越南工商銀行（VietinBank ）20%
  - 菲律賓信安銀行（Security Bank）20%
- 信託銀行
  - 三菱日聯信托銀行
- 新形态银行（手机业务）
  - Jibun Bank （網絡銀行）36.2%
- 证券公司
  - 三菱日聯摩根史坦利證券
- 租借公司
  - 三菱日联租借株式会社（三菱UFJリース）
  - 东银租借（東銀リース）
  - 日本商业租借（日本ビジネスリース）
- 调查·服务
  - 三菱日联调查&服务（三菱UFJリサーチ&コンサルティング）
  - 三菱日联信托投资工学研究所（三菱UFJトラスト投資工学研究所）
- 系统
  - 三菱总研DCS（三菱総研DCS）
  - 东京三菱信息技术（東京三菱インフォメーションテクノロジー）
  - UFJ日立系统（UFJ日立システムズ）
  - UFJIS（UFJIS株式会社）
  - 三菱日联信托系统（三菱UFJトラストシステム）
  - MUS情报系统（MUS情報システム）
  - 银行·电脑·系统（バンク・コンピュータ・サービス）
- 资产管理
  - 日本高级信托银行（日本マスタートラスト信託銀行）
- 资产运用
  - 三菱日联投信（三菱UFJ投信）
  - M·U投资顾问（エム・ユー投資顧問）
  - 国际投信投资顾问（国際投信投資顧問）
- 网络证券
  - 股票.com证券（カブドットコム証券）
- 財富管理
  - 三菱日联財富管理证券（三菱UFJウェルスマネジメント証券）
  - 三菱日联美林证券（三菱UFJメリルリンチPB証券）
  - 三菱日联个人财务咨询（三菱UFJ個人財務アドバイザーズ）
- 货币交易
  - 东京信用业务（東京クレジットサービス）
- 消费金融
  - acom（アコム）
  - Mobit（株式会社モビット）
- 信用卡
  - 三菱日联nicos（三菱UFJニコス株式会社）
  - 菱信DCcard（菱信ディーシーカード株式会社）
  - 三菱日聯日本信販
- 财务
  - 日本住宅无尽（日本住宅無尽）
- 不动产
  - 三菱日联不动产贩卖（三菱UFJ不動産販売）

## 主要客户
- 制造业
三菱重工业，三菱自动车工业，三菱电机，三菱化学，三菱物资，尼康，麒麟麦酒，宇部兴产，帝人公司，日立造船，神户制铁所，丰田自动车，大发工业，日立制作所，三得利，本田技研工业，日本IBM
- 商业
三菱商事，双日，大丸，松坂屋，阪急百货店，丸井，伊势丹，明治屋
- 运输
三菱仓库，日本邮船，东京急行电铁，近畿日本铁道，阪急电铁，南海电气铁道，京阪电气铁道，名古屋铁道，日本航空
- 通信
関西电视放送，东海电视放送，每日放送，中部日本放送，日本电视放送网，富士电视臺，日本放送，每日新闻社，中日新闻社，电通
- 其它企业
中部电力，东邦瓦斯，东京瓦斯
- 地方自治体
明石市，爱知县，名古屋市，犬山市，丰田市，武藏野市，府中市，多摩市，京都市，大阪市，丰中市

## 外部連結
- 三菱日聯金融集團（页面存档备份，存于）